# Pedro Só
Pedro Só (dt.: Nur Peter) ist ein Film des  portugiesischen Regisseurs Alfredo Tropa von 1972 (s/w, 74 Min.). Das Drehbuch von Fernando Assis Pacheco basiert auf dem Roman Romance de Um Vagabundo. Alfredo Tropa gelang mit Pedro Só ein Achtungserfolg, und er gewann einen Kritiker-Preis beim Filmfestival Semana Internacional de Cine de Valladolid.

## Inhalt
Gedreht unter schwierigen Bedingungen in der damals noch stark unterentwickelten Region von  Trás-os-Montes (dt.: Hinter-den-Bergen) im Nordosten Portugals, erzählt der Schwarz/Weiß-Film die Geschichte des Landarbeiters Pedro. Er gerät in einen Familienzwist und tötet einen Mann. Verzweifelt flüchtet er vor seinen Verfolgern und vor seinem schlechten Gewissen gleichermaßen. Doch obwohl er sozial stetig weiter absteigt und Umgang mit niederträchtigen Herumtreibern pflegt, behält er doch im Gegensatz zu seinen neuen  Freunden einen Rest Würde. Nach einigen Zwischenfällen glaubt er, durch seine Liebe zu der Prostituierten Clara aus seiner Einsamkeit ausgebrochen zu sein. Doch er kehrt in seinen Heimatort zurück und muss feststellen, dass sich nichts verändert hat in all´ den Jahren, und er findet ein tragisches Ende.

## Kritiken
Der Film ist umstritten unter Kritikern. Er gehört zu der Generation neuer portugiesischer Filme (Novo Cinema), die mit dem einsetzenden Filmengagement der Fundação Calouste Gulbenkian möglich wurden.
Einerseits werden ihm Schwächen wie sein zögerlicher Aufbau zugesprochen. Andererseits wird ihm aber einiges zugutegehalten. So spielt Pedro Só nicht im urbanen, bürgerlichen Milieu der meisten Filme seiner Generation, sondern zeigt die raue Realität der Landarbeiter in der entlegensten, unterentwickeltesten Region des Landes. Die Bewohner des Dorfes Múrias (Kreis Mirandela) nehmen aktiv am Film teil und verleihen dem Film  Authentizität. Die Schauspielleistungen und die Filmmusik werden von der Kritik gelobt, und dem Film wird eine erzählerische  Kraft attestiert. Erst nach ihm entstehen solidere Filme ähnlichen Sujets, beispielsweise Veredas von João César Monteiro.
Pedro Só ist vielleicht nicht das beste Beispiel, aber doch ein guter Vertreter für das Novo Cinema in Portugal seit den frühen 1960er Jahren. Trotz einiger Schwächen überzeugt der Film durch seine epische Kraft. Mit Musik von Manuel Freire, dem Schauspieler António Montez als Pedro und der Sängerin und Schauspielerin Ermelinda Duarte als Clara in den Hauptrollen hat der Film inzwischen einen festen Platz in der Geschichte des  portugiesischen Film vor der Nelkenrevolution.